# Trattati di Tientsin
I trattati di Tianjin (cinese tradizionale: 天津條約; semplificato: 天津条约; pinyin: Tiānjīn Tiáoyuē) furono una serie di accordi firmati nel giugno 1858 nell'omonima città cinese e chiusero la prima fase della seconda guerra dell'oppio (1856-1860). Controparti della Cina furono Francia, Gran Bretagna, Russia e Stati Uniti. I trattati aprirono agli stranieri altri undici porti cinesi, dopo quelli del trattato di Nanchino, ammisero legazioni estere a Pechino, autorizzarono attività missionarie cristiane, e legalizzarono l'importazione dell'oppio.
I trattati furono ratificati dall'imperatore della Cina nella convenzione di Pechino del 1860, dopo la fine della guerra.

## Condizioni

### Pattuizioni principali
1. Gran Bretagna, Francia, Russia e Stati Uniti avrebbero avuto il diritto di insediare proprie legazioni a Pechino (all'epoca città chiusa).
2. Altri undici porti cinesi (fra cui Niuzhuang, Danshui, Hankou e Nanchino) sarebbero stati aperti al commercio estero.
3. Le navi straniere, incluse quelle da guerra, avrebbero potuto navigare liberamente lo Yangtze Kiang.
4. Gli stranieri avrebbero potuto accedere alle regioni interne della Cina a scopo di escursione, commercio o attività missionaria.
5. La Cina avrebbe versato a Francia e Gran Bretagna un indennizzo di due milioni di tael d'argento ciascuna, e un altro sempre di due milioni ai commercianti britannici.
6. Nelle lettere ufficiali e negli altri documenti scambiati da Cina e Gran Bretagna sarebbe stato vietato riferirsi ai funzionari e ai sudditi della corona inglese con il carattere "夷" o "yi" (barbaro).

### Interpretazione
I trattati di Tientsin utilizzano alcune parole dal significato in qualche modo ambiguo. Ad esempio, i termini "settlement" (colonia) e "concession" (concessione) sono spesso confusi. "Settlement" si riferisce a un appezzamento di terra concesso in affitto a una potenza straniera, il quale riunisce abitanti del luogo e stranieri; esso è governato da stranieri scelti localmente. "Concession" si riferisce invece all'affitto a lungo termine di un territorio il cui controllo è rimesso interamente alla potenza estera; esso è governato da una rappresentanza consolare.

### Coinvolgimento degli Stati Uniti
Nel solco tracciato dalle grandi potenze europee, gli Stati Uniti assunsero un atteggiamento protezionista, ampliarono la flotta e si impegnarono a dar vita a un impero commerciale. Il neoimperialismo americano incentrò le proprie mire sul Pacifico e in particolare sulla Cina. Gli Stati Uniti erano uno dei principali firmatari dei trattati, e avevano imposto al governo cinese l'apertura di un totale di 23 concessioni. Pur non controllando nessuna colonia, essi condividevano tuttavia alcune concessioni territoriali con i britannici, e furono di fatto invitati a prendere possesso di Shanghai, cosa che rifiutarono poiché la zona parve loro svantaggiosa.